# Castles (мініальбом)
Castles — спільний мініальбом американських реперів Lil Peep і Lil Tracy, випущений 4 липня 2016 року . Castles було перевипущено на стримінгові платформи 2 липня 2021 року .

## Історія
Весь альбом повністю спродюсований Nedarb. 4 липня також вийшов кліп на пісню White Wine, який на грудень 2021 має 71 млн. переглядів .

## Трекліст
| #    | Назва                        | Producer(s)   | Тривалість |
| ---- | ---------------------------- | ------------- | ---------- |
| 1.   | «Pain» (разом з Slug Christ) | Nedarb Nagrom | 3:43       |
| 2.   | «Castles»                    | Nedarb Nagrom | 2:24       |
| 3.   | «White Wine»                 | Nedarb Nagrom | 2:36       |
| 8:21 |                              |               |            |